# Albert Vigneau
Pour les articles homonymes, voir Vigneau.
 (novembre 2014).
 (décembre 2018).
- Si vous ne connaissez pas le sujet, laissez ce bandeau (vous pouvez alors contacter les auteurs).
- Si vous supprimez le contenu mis en cause (vous pouvez préalablement contacter les auteurs),

argumentez précisément cette suppression dans la page de discussion
(un manque de référence n'est pas un argument ; une recherche réelle de référence doit avoir été effectuée, être formellement documentée).
Albert Vigneau est un militant, collaborateur et auteur antimaçonnique français, ancien franc-maçon. Il est né le 3 octobre 1888 à Périgueux, fils de Pierre Fernand et Marie Bettus, et mort en prison à Fontevraud le 3 octobre 1948.

## Biographie

### Parcours maçonnique
Vigneau commence son parcours maçonnique, introduit par le frère François-Martin, en s'adressant à la loge Jean Jaurès travaillant au rite écossais et dont le vénérable maître est alors un instituteur communiste du nom de Rozière, remplacé par le vénérable Antonio Coen au moment de son admission. Cette loge se rattachait à l'obédience de la Grande Loge de France. Vigneau fut par la suite affilié à la loge Maurice Berteaux. En 1927, il est un des fondateurs de la loge Éleusis sous le numéro 562 à l'orient de Paris (en référence aux Mystères d'Éleusis), travaillant au Rite écossais ancien et accepté, ayant reçu sa patente de son obédience le 3 janvier 1927, loge dont il a été député et fait partie de ces officiers en qualité d'orateur et de grand expert.

### Parcours antimaçonnique
Dès 1933, il écrit une lettre au député Jean-Louis Chastanet qui est publiée dans le journal catholique La Croix, défendant le principe du retour des congrégations religieuses, en particulier de l'Ordre des Chartreux. Il écrit également aux vénérables maîtres de son obédience pour leur demander de pouvoir faire des conférences dans leurs loges respectives pour « dénoncer les lois scélérates de 1904 et réclamer le retour des Chartreux et autres congrégations religieuses », qui vaut au secrétariat de la Grande Loge de nombreuses plaintes. À un vénérable lui en ayant fait la demande, il rédige un résumé de sa conférence qui lui vaut bientôt une convocation chez le Grand Maître, Jacques Maréchal, qui lui affirmerait que si sur le plan de la logique pure il a raison, le but secret de la franc-maçonnerie est la déchristianisation de la France. En conséquence de quoi, il lui interdirait de défendre le catholicisme et lui enjoindrait d'en être au contraire l'adversaire farouche.
Après la crise du 6 février 1934, il devient « suspect » aux yeux de certains membres de sa loge, en raison de ses amitiés avec des catholiques et des patriotes. Le 18 février 1934, lors d'un convent extraordinaire, il fut proposé de le radier, tout en étant provisoirement suspendu. Convoqué au secrétariat de la Grande Loge le 6 mars, il subit un interrogatoire sévère de la part d'une commission nommée par le Conseil fédéral de son obédience, devant laquelle il affirme, en répondant à des questions, qu'il n'entendait pas rompre ses liens avec des personnes patriotes de droite et qu'il serait capable d'adhérer à une ligue patriotique. Le 9 avril, il est exclu de son obédience. Il expose son parcours dans un livre: La loge maçonnique. Sous l'occupation, il collabore avec Bernard Faÿ à l'élaboration d'un fichier anti-maçonnique pour le service des sociétés secrètes,. En 1947, il est condamné à 20 ans de prison ; il y meurt en 1948.

## Théories et affirmations

### Essence de la maçonnerie
Pour Vigneau, la maçonnerie est dans son essence antireligieuse, antipatriote et s'occupe illicitement de politique en contradiction avec ses propres statuts. Elle se cache derrière la maçonnerie anglo-saxonne qui pourtant l'ignore car composée de patriotes chrétiens. Il oppose la Grande Loge nationale indépendante et régulière pour la France et ses colonies avec les autres obédiences françaises, la décrivant comme une maçonnerie digne d'une certaine estime.
Il met en lumière les moyens de la propagande maçonnique, toujours basée sur le principe qu'un frère s'exprime en son nom propre, sans personne s'exprimant officiellement au nom de la maçonnerie. Une opinion partagée par un autre franc-maçon démissionnaire, Paul Copin-Albancelli, une vingtaine d'années plus tôt.

### Buts politiques de la maçonnerie visibles au maçon de base
Pour lui les buts politiques visibles pour un membre ordinaire de la maçonnerie sont : la lutte des classes et le marxisme, le prélèvement sur le capital, la suppression de l'héritage, la nationalisation du commerce et de l'industrie et la suppression des églises. Il est un tenant de la thèse du complot judéo-maçonnique-communiste, avec une domination de la maçonnerie sur les éléments juifs révolutionnaires. Il cite parmi les donneurs d'ordre au Front populaire : Marceau Pivert, Louis Lagorgette, Jean Sennac, André Weil-Curiel, René Martel. Selon Vigneau, les principales activités des ateliers maçonniques sont l'intrigue politique dans un but d'antipatriotisme, alors même que la maçonnerie prétend ne pas s'occuper de politique : les principaux sujets de discussions en loge ont trait au socialisme, au communisme, à l'anarchie, l'antireligion, l'antimilitarisme dans l'optique que si l'on supprime l'armée, on supprime également les guerres, l'objection de conscience, le pacifisme et la recherche de la paix dans le monde en liaison avec l'Association maçonnique internationale, l'abolition de la peine de mort, le désarmement et le soutien à la Société des Nations, et la laïcité au sens péjoratif du terme c'est-à-dire l'anticléricalisme. Il ne voit dans ces idéaux pacifistes de façade, à l'exemple de ceux professés par Raymond Offner, que le ferment de nouvelles épurations à l'égal de celles de 1793. Une opinion partagée par André Baron.
Pour Vigneau, les loges travaillent sous prétexte d'émancipation et de respect de la personnalité humaine, en Afrique (Afrique-Occidentale française), en Indochine et en Syrie, le terrain propice à l'anarchie et à la révolte, c'est-à-dire à la décolonisation.
Vigneau soutient que lors d'un atelier dans la loge Jean Jaurès, Fabius de Champville, maçon du 33e degré, aurait défendu la possibilité de l'assassinat politique, y compris au moyen du magnétisme animal (il est alors président de la société magnétique de France, élève d'Hector Durville), pour défendre la République menacée. L'occultiste Franz Bardon évoque le thème dans un livre. Pour Vigneau, vers 1937, deux blocs s'affrontent, la civilisation des soviets, conforme aux idéaux maçonniques, et la civilisation chrétienne.

### Buts politiques cachés au maçon de base
Vigneau soutient qu'en consultant simplement un ouvrage de maçonnerie pratique, il est enseigné qu'au 32e degré maçonnique du Rite écossais ancien et accepté s'intitulant « Prince du Royal Secret » (degré possédant le pouvoir exécutif du Rite qui en résume toute la doctrine pour en assurer le fonctionnement) "5 coups de canons" doivent être tirés, dont 3 l'ont déjà été, faisant référence à la proclamation de Luther, la constitution des États-Unis et la Révolution française. Pour Vigneau, le 5e coup de canon fait référence à la chute de la papauté.
Il cite le Grand Maître de son obédience, Jacques Maréchal, qui lui a affirmé que le but secret de la franc-maçonnerie est la déchristianisation de la France et lui révèle trois buts principaux: venger la mort des Templiers, mission dont sont chargés les récipiendaires du 30° degré maçonnique, soit les chevaliers Kadosh (l'église catholique étant rendue coupable de l'acte et donc destinatrice de la vengeance) ; abattre les frontières pour établir la République universelle, mission dont sont chargés les récipiendaires du 32e degré, soit les Sublimes Princes du Royal Secret et supprimer la famille traditionnelle pour émanciper les enfants et l'épouse, mission dont sont responsables les récipiendaires du 33° degré, soit les Souverains Grands Inspecteurs Généraux.

### Deux cents familles
Il qualifie de « campagne odieuse » celle qui vise les deux cents familles (actionnaires de la banque de France). Pour lui cette campagne est maçonnique et vise à désigner « les riches » comme cibles, car le terme visé est en fait « les deux cents familles riches », tout comme les fermiers généraux servirent de cible durant la Révolution française. Ce qui est en fait en préparation depuis 1893 est la nationalisation de tout le système bancaire, en commençant par la BDF. Il désigne l'économiste Francis Delaisi comme complice de cette entreprise en tant que maçon. Il affirme que plus de la moitié des actionnaires de la BDF sont des petits porteurs et que puisque la maçonnerie ne s'attaque pas à la finance internationale, c'est donc réellement l'épargne française qui est attaquée.

### L'affaire Stavisky et la crise de 1934
Vigneau évoque que sur le parvis des loges fut discutée la découverte d'un généreux donateur du parti radical-socialiste, Alexandre Stavisky.
Pour lui, lors de l'affaire Stavisky, la franc-maçonnerie française s'est coupée en deux entre partisans et opposants de Stavisky. La franc-maçonnerie aurait procédé à l'exclusion de 637 membres et enregistré 705 démissions. Les exclus auraient été les anti-Stavisky désirant purger la maçonnerie de la corruption[réf. nécessaire]. Citant des sources maçonniques, il affirme que les éventuels personnes liées à l'affaire ayant été exclues, furent réintégrées par la suite, allant jusqu'à les mettre à l'honneur.
Il met la dissolution des ligues lors de la crise du 6 février 1934 sur le compte de responsables francs-maçons: Roger Salengro, Marc Rucart, et Marceau Pivert. Il affirme que le Front populaire et le Frente popular espagnol sont tous les deux issus de la maçonnerie. La résultante de la crise est que la maçonnerie cherche désormais à noyauter les administrations de ses membres.
Vigneau désigne la maçonnerie comme liée à l'assassinat d'Albert Prince, qui enquêtait sur l'affaire Stavisky.
Il félicite le frère démissionnaire Amédée Dunet pour ses articles de 1934 dans le journal Le Jour dénonçant la mafia maçonnique et pour qui le trafic des décorations (impliquant le fonctionnaire Marcel Ruotte en 1926), l'affaire Oustric, l'affaire Hanau via le journal de Marthe Hanau La Gazette du franc, l'affaire de l'American foreign oil, sont reliés à la maçonnerie. Il le félicite également pour la parution de son livre.

### Révélations
Il affirme l'appartenance maçonnique de Roger Mennevée à la même obédience que lui, la GLDF, avec qui il avait des heurts et déclare que l'abbé Jean Viollet participa sous les auspices de la loge Emmanuel Arago à un débat dans un centre de la rue Froideveaux afin de comparer la doctrine catholique et maçonnique.
Le 27 novembre 1933, il assiste en loge conspuer par des intervenants l'action antimaçonnique de l'Action française ainsi que d'Henry Coston et de son journal, La Libre Parole.
Il accuse la maçonnerie d'avoir provoqué la démission d'Alexandre Millerand au moyen de menaces contre son intégrité physique.

## Ouvrages
- La Loge Maçonnique, Paris, Les Nouvelles Éditions nationales, 1935. réédition aux éditions du Trident en 2011.
- Le Grand Œuvre Maçonnique.

Avec Vivienne Orland
- La F.: M.: danger social. Français ! Voici les forces occultes qui vous mènent…, Paris, Éditions Baudinière, 1936.
- Sous le triangle, Baudinière, Paris, 1935.
- Franc-maçonnerie rouge. L'Internationale Maçonnique détruira-t-elle la France ?, Baudinière, Paris, 1937.
- F. M. et front populaire, Baudinière, Paris, 1937. Texte en ligne